# Sở Cảnh sát Tokyo
Sở Cảnh sát Tokyo (警視庁 (Cảnh Thị Sảnh) Keishichō) là trụ sở chính của cảnh sát thủ đô Tokyo cũng như chỉ lực lượng cảnh sát Tokyo. Cơ quan này thành lập vào năm 1874 và chịu trách nhiệm đảm bảo an ninh cho toàn bộ Tokyo.
Sở Cảnh sát Tokyo với người đứng đầu là Tổng thanh tra do Ủy ban Công an Quốc gia bổ nhiệm với sự chấp thuận của Thủ tướng. Với 10 Sở phương diện và 102 Đồn cảnh sát được đặt trong Tokyo, cảnh sát Tokyo có lực lượng lớn nhất thế giới về số lượng cảnh sát viên.

Tòa nhà trụ sở nằm ở gần cổng Sakurada, Kasumigaseki, quận Chiyoda, Tokyo, Nhật Bản.

## Tổ chức
Sở cảnh sát Tokyo nằm dưới sự lãnh đạo của Tổng Thanh tra và báo cáo trực tiếp lên Ủy ban Công an Tokyo, Uỷ ban này cũng nằm trong toà nhà Sở.
Tổ chức Sở cảnh sát Tokyo gồm 9 phòng và các cơ quan khác:
Phòng Tổng Vụ: Đứng đầu là Trưởng phòng với sĩ quan (cán bộ) cấp bậc Chánh thanh tra trưởng hoặc Chánh thanh tra cấp cao.
・Ban kế hoạch
       + Phòng Ủy ban Công an (公安委員会室)
       + Phòng thư ký Tổng thanh tra (総監秘書室)
       + Phòng hỗ trợ nạn nhân của tội phạm (犯罪被害者支援室)
       + Phòng quản lý toà nhà trụ sở (庁舎管理室)
       + Phòng giám sát thẩm vấn (取調監督室)
・Ban văn kiện
・Ban quản lý thông tin
・Ban quan hệ công chúng
       + Trung tâm quảng bá, viện bảo tàng cảnh sát 
       + Đoàn nhạc
・Ban kế toán 
       + Phòng kiểm toán
       + Trung tâm lưu giữ vật thất lạc
・Ban cung ứng: Phụ trách đấu thầu, lập ngân sách, mua sắm các mặt hàng cần thiết cho hoạt động của cảnh sát.
・Ban thiết bị 
・Ban cơ sở vật chất 
・Ban quản lý tạm giam 1: Phụ trách quản lý các cơ sở tạm giam và người bị tạm giam giữ.
・Ban quản lý tạm giam 2: Chịu trách nhiệm về các công việc liên quan đến tuần tra, hộ tống người bị tạm giam giữ.

Phòng Cảnh Vụ
・Ban nhân sự thứ nhất: Phụ trách nhân sự bậc 6 và 5. 
            - Tổ tổng hợp (庶務係)
            - Tổ kế toán (会計係)
            - Tổ biểu dương (表彰係)
            - Tổ giám sát (監察係)
       + Nhân sự - Tổ nhân sự, Tổ kế hoạch nhân sự, Tổ quản lý thông tin nhân sự
       + Nhân lực - Tổ quản lý nhân lực 1-2
Về các cảnh sát bậc 4 trở lên thuộc thẩm quyền Ủy ban Công an quốc gia dưới sự hỗ trợ của Tổng cục Cảnh sát.
・Ban nhân sự thứ hai: Phụ trách nhân sự từ bậc 7 trở xuống và tuyển dụng học viên vào học viện cảnh sát.
・Ban kiện tụng: Xử lí các vụ kiện chống lại Sở cảnh sát Tokyo với tư cách bị đơn.
・Ban lương bổng 
・Ban phúc lợi
・Ban giáo dưỡng
       + Phòng huấn luyện Judo
       + Phòng huấn luyện Kendo
       + Phòng huấn luyện kỹ thuật bắt giữ 
       + Phòng huấn luyện sử dụng súng ngắn 
       + Trung tâm thông dịch 
・Sở quản lý sức khỏe
・Phòng Giám sát viên
Phòng Điều tra Hình sự:
・Ban Tổng vụ Hình sự 
・Đơn vị điều tra 1: Điều tra các vụ án thiên về vũ lực (giết người, cướp của, hiếp dâm, đốt phá...)
       + Điều tra tội phạm vũ lực thứ nhất (đứng đầu mỗi nhánh là Quản lí) - Tổ điều tra tội phạm vũ lực 1-2
       + Điều tra tội phạm vũ lực thứ hai - Tổ điều tra tội phạm vũ lực 3-4, Tổ điều tra pháp y 1-2
       + Điều tra tội phạm vũ lực thứ ba - Tổ điều tra án mạng 1-2
       + Điều tra tội phạm vũ lực thứ tư - Tổ điều tra án mạng 3-4
       + Điều tra tội phạm vũ lực thứ năm - Tổ điều tra án mạng 5-7
       + Điều tra tội phạm vũ lực thứ sáu - Tổ điều tra cướp của 1-4
       + Điều tra tội phạm vũ lực thứ bảy - Tổ điều tra xâm hại tình dục 1-3
       + Điều tra tội phạm vũ lực thứ tám - Tổ điều tra hỏa hoạn 1-2
Các Tổ điều tra vụ án đặc biệt dưới đây còn có tên gọi khác là SIT (Special Investigation Team), đơn vị điều tra chuyên án như bắt cóc, đánh bom...
       + Điều tra vụ án đặc biệt thứ nhất - Tổ điều tra vụ án đặc biệt 1-2
       + Điều tra vụ án đặc biệt thứ hai - Tổ điều tra vụ án đặc biệt 3-4
       + Điều tra vụ án đặc biệt thứ ba - Tổ điều tra vụ án đặc biệt 6-7
       + Phòng ứng phó điều tra đặc mệnh - Tổ điều tra đặc mệnh 1-5 (Đơn vị chuyên điều tra các vụ án chưa được giải quyết)
・Đơn vị điều tra 2: Điều tra các vụ án thiên về trí tuệ (hối lộ, in tiền giả, lừa đảo, vi phạm bầu cử...) 
・Đơn vị điều tra 3: Điều tra liên quan đến trộm cắp.
・Ban Cộng tác Điều tra: Đơn vị phối hợp với các cơ quan cảnh sát khác điều tra tội phạm truy nã.
・Ban giám định 
・Viện nghiên cứu Pháp y cảnh sát Tokyo
・Trung tâm Phân tích hỗ trợ điều tra
・Đội điều tra cơ động: Điều tra ban đầu các vụ án hình sự.

Phòng An Ninh
・Ban An ninh thứ nhất
           - Tổ tổng hợp 
           - Tổ kế toán
           - Tổ liên lạc an ninh
           - Tổ quản lí lực lượng cơ động
       + Kế hoạch an ninh - Tổ kế hoạch an ninh, Tổ quản lý an ninh 1-2
       + Thực thi an ninh - Tổ thực thi an ninh 1-3
       + Tình báo an ninh - Tổ tình báo an ninh 1-3
       + Hiện trường an ninh - Tổ hiện trường an ninh 1-2
       + Phòng quản lí khủng hoảng
       + SAT (Đội đặc nhiệm)
       + Đơn vị chống khủng bố sân bay quốc tế Tokyo
・Ban An ninh thứ hai
・Ban đối phó thảm họa
・Ban cảnh vệ: Phụ trách đảm bảo an toàn cho Thiên hoàng bệ hạ và các thành viên Hoàng gia.
・Ban cảnh hộ: Phụ trách bảo vệ các quan chức chính phủ và nước ngoài.
・Tiểu đoàn cảnh sát cơ động 1-9
・Tiểu đoàn xe đặc chủng
・Tiểu đoàn hàng không cảnh sát Tokyo (Không quân)

Phòng Giao Thông:
・Ban Tổng vụ Giao Thông 
・Ban Chấp hành Giao thông
・Ban Điều tra Giao thông
・Ban Điều tiết Giao thông
・Ban Điều hành Giao thông
・Ban đối phó đỗ xe
・Trụ sở giấy phép lái xe
・Trung tâm sát hạch lái xe 
・Đội cơ động giao thông khu vực số 1-10 (10 đội)
・Đội cảnh sát giao thông đường cao tốc 

Phòng Khu vực:
Đây là bộ phận vận hành, quản lý các xe cảnh sát, trạm Kōban - trạm cảnh sát, tiếp nhận các cuộc gọi 110 từ người dân.
・Ban Tổng vụ khu vực 
・Ban hướng dẫn khu vực 
・Đội tuần tra lưu động
・Đội cảnh sát đường sắt 
・Sở chỉ huy thông tin liên lạc (Cơ quan trực thuộc)

Phòng Bảo An
・Ban Tổng vụ Công an 
・Ban Công an thứ nhất 
・Ban Công an thứ hai
・Ban Công an thứ ba
・Ban Công an thứ tư 
・Ban đối ngoại 1
・Ban đối ngoại 2
・Ban đối ngoại 3
・Ban đối ngoại 4
・Đội điều tra cơ động bảo an

Phòng An toàn Đời sống
・Ban Tổng vụ An toàn Đời sống
・Phòng Đối phó Tội phạm đeo bám
・Phòng Biện pháp An toàn cho trẻ em và phụ nữ
・Ban kinh tế đời sống 
・Ban môi trường đời sống 
・Ban đảm bảo an toàn 
・Ban phát triển thanh thiếu niên
・Ban vụ án vị thành niên 
・Ban phòng chống tội phạm mạng
・Đội điều tra đặc biệt An toàn Cuộc sống

Phòng phòng chống tội phạm có tổ chức
・Ban Tổng vụ chống tội phạm có tổ chức 
・Ban phòng chống thu nhập từ hành vi phạm tội 
・Ban phòng chống tội phạm quốc tế 
・Ban phòng chống băng đảng 
・Ban phòng chống súng ống chất kích thích 
・Đội điều tra đặc biệt chống tội phạm có tổ chức

Học viện cảnh sát thủ đô
Sở phòng chống ngăn chặn tội phạm
Sở biện pháp toàn diện liên quan đến an toàn cá nhân
Văn phòng đối phó tội phạm và an ninh mạng

## Sở phương diện
Có tổng cộng 10 sở phương diện (khu vực) đặt trong Tokyo, các cơ quan này là cơ quan trung gian giữa Sở chính và các Đồn. Cấp bậc của Giám đốc mỗi Sở phương diện là Chánh thanh tra trưởng hoặc Chánh thanh tra cấp cao.

Địa chỉ các Sở phương diện:
Sở phương diện 1: 2-1-1 Kasumigaseki, quận Chiyoda (nằm trong toà nhà Sở chính)
Sở phương diện 2: 1-3-12 Katsushima, quận Shinagawa
Sở phương diện 3: 2-21-6 Ohashi, quận Meguro
Sở phương diện 4: 4-12-2 Nakano, quận Nakano
Sở phương diện 5: 1-5-12 Kasuga, quận Bunkyō
Sở phương diện 6: 2-27-11 Higashi Asasuka, quận Taitō
Sở phương diện 7: 4-2-31 Shinkiba, quận Kōtō
Sở phương diện 8: 3280 Midoricho, thành phố Tachikawa
Sở phương diện 9: 14-20 Oyokocho, thành phố Hachiōji
Sở phương diện 10: 3-4-7 Nishigaoka, quận Kita

## Cấp bậc
Cấp bậc của cảnh sát Nhật Bản và chức vụ tương ứng tại Sở cảnh sát Tokyo:
Bậc 1: 警視総監 - Tổng thanh tra (Cấp bậc này cũng là tên chức vụ cho sĩ quan đứng đầu Sở cảnh sát Tokyo)
Bậc 2: 警視監 - Chánh thanh tra giám sát (Phó Tổng thanh tra, Trưởng phòng)
Bậc 3: 警視長 - Chánh thanh tra trưởng (Trưởng phòng, Tham vấn)
Bậc 4: 警視正 - Chánh thanh tra cấp cao (Tham vấn, Trưởng đơn vị, Trưởng ban)
Bậc 5: 警視 - Chánh thanh tra (Trưởng ban, Ủy viên, Quản lý)
Bậc 6: 警部 - Thanh tra (Tổ trưởng)
Bậc 7: 警部補 - Trợ lý thanh tra (Chủ nhiệm)
Bậc 8: 巡査部長 - Trưởng phòng tuần tra.
Bậc 9: 巡査 - Tuần tra.

Cấp bậc không chính thức:
Tư lệnh - 長官: Chức vụ của cán bộ đứng đầu lực lượng cảnh sát Nhật Bản, tương đương với Tham mưu trưởng liên quân (Đại tướng) của Lực lượng Phòng vệ.
Tuần trưởng - 巡査長: Chức vụ nằm giữa bậc 8 và 9, trao cho các cảnh sát bậc 9 nổi bật sau vài năm làm việc. 